# José María Avilés (província)
José María Avilés é uma província da Bolívia localizada no departamento de Tarija, sua capital é a cidade de Uriondo.